# HMS Africa (1781)
HMS Africa (1781) — 64-пушечный линейный корабль 3 ранга Королевского флота. Второй корабль Его величества, названный в честь Африканского континента.

## Постройка
Заказан 11 февраля 1778 года. Заложен 2 марта 1778 года. Спущен на воду 11 апреля 1781 года на частной верфи Adams & Barnard в Нортфлит. Достроен и обшит медью в июле 1781 года на королевских верфях в Дептфорде, затем в Вулвиче.
Чертежи были одобрены 26 февраля 1777 года. Проект Джона Уильямса представлял собой уменьшенную копию 74-пушечного типа Albion Слейда, который в свою очередь основывался на 90-пушечном HMS Neptune (1730), строившемся по Уложению 1719 года. Таким образом, к моменту спуска головного Inflexible проекту было уже более 60 лет. В готовом корабле нашли недостатки по части ходовых качеств, и больше 64-пушечные по этому чертежу не строились.

## Служба

### Американская война за независимость
Вступил в строй в марте 1781 года, капитан Томас Ньюнэм (англ. Thomas Newnham).
1782 — январь, капитан Роберт Мак-Дауэлл (англ. Robert McDowall); 6 февраля с эскадрой сэра Ричарда Бикертона ушел в Ост-Индию.
1783 — 20 июня был при Куддалоре.
С вице-адмиралом Хьюзом 20 июня сражался с французами под командованием Сюффрена, где британский флот прикрывал атаку сухопутных войск из Мадраса. Ни один корабль с обеих сторон не попал в руки противника и потери были примерно равны, но большое число людей Хьюза слегло от цинги, и он отступил в Мадрас, позволив Сюффрену войти в Куддалор.
29 июня HMS Medea (28) доставил в Ост-Индию известия о заключении мира.

### Межвоенный период
1784 — май, вернулся в Англию, выведен в резерв и рассчитан; июнь, подготовлен в отстой в Плимуте; декабрь, малый ремонт там же, по июль 1785 года.
1790 — введен в строй в ноябре, капитан Джеймс Кемпторн (англ. James Kempthorne), но в декабре снова выведен в резерв.

### Французские революционные войны
1793 — сентябрь, оснащение в Плимуте по февраль 1794 года; введен в строй в ноябре 1793, капитан Роддэм Хоум (англ. Roddham Home).
1794 — 18 мая ушел в Новую Шотландию.
1796 — 21 марта был в нападении на Леоган; октябрь, выведен в резерв и рассчитан.
Капитан Хоум, Вест-Индия. В марте Africa, HMS Leviathan (74) и HMS Swiftsure (74) прикрывали огнём войска и силы высадки, включая HMS Ceres (32) и HMS Iphigenia (32), пытавшиеся атаковать Леоган (Léogâne) на Сан-Доминго. Укрепление оказалось слишком сильно; Africa получила значительные повреждения рангоута и такелажа от огня береговых батарей. Вынужден уйти для ремонта на Ямайку.
1798 — сентябрь, превращен в госпитальное судно в Чатеме; введен в строй в Ширнесс, лейтенант Джон Брайант (англ. John Bryant).
1800 — лейтенант Джон Диксон (англ. John Dixon); рейдовая служба в Ширнесс.
1801 — подкреплен, обшит и проч. корпус: от пушечных портов до верхних тимберсов шпангоута 3-дюймовым брусом, далее до киля 1-дюймовым.

### Наполеоновские войны
1804 — сентябрь, переделка обратно в 64-пушечный на частной верфи Pitcher в Нортфлит, по июль 1805 года.
1805 — июль, возвращен в строй, капитан  Генри Дигби (англ. Henry Digby).
9−13 октября HMS Royal Sovereign, HMS Belleisle, Africa и HMS Agamemnon присоединились к Средиземноморскому флоту Нельсона под Кадисом. 10 октября сделаны тактические приготовления.
21 октября был в наветренной колонне Нельсона при Трафальгаре, потерял 18 человек убитыми и 44 ранеными.
Будучи неважным ходоком, Africa оказалась значительно западнее остального флота, и Нельсон сигналом приказал ей занять место в хвосте дивизиона. Вместо этого капитан Дигби спустился на авангард комбинированного франко-испанского флота, и был обстрелян последовательно всеми проходящими кораблями. Увидев, что Santisima Trinidad не несет флага, он послал лейтенанта Джона Смита (англ. John Smith) овладеть испанцем. Того встретил испанский офицер, который уведомил его, что корабль все еще сражается, но разрешил ему вернуться на свой корабль.
Затем Africa серьезно пострадала, в течение 3/4 часа ведя бой с французским Intrepide (74), пока ей на помощь не пришел HMS Orion.
1806 — январь, капитан Джеймс Фаркварсон (англ. James R. Farquharson; февраль, капитан Айзек Вули (англ. Isaac Wooley), позже капитан Джеймс Росс (англ. James Ross), Флот Канала; ноябрь, капитан  Генри Бейнтам (англ. Henry Bayntum).
1807 — июль, мыс Доброй Надежды.
1808 — капитан Джон Баррет (англ. John Barrett), Балтийское море, флот под командованием Сумареса; 30 августа совместно с HMS Centaur, HMS Implacable и шведской эскадрой блокировал русских в Рогервике.
20 октября бой с 25 датскими канонерскими лодками.
В феврале 1808 года Дания объявила войну Швеции, и в апреле в проливы был послан флот, включая Africa, с задачей предотвратить переправу французских войск в Норвегию. Корабли по мере готовности переходили в Гётеборг; там 17 мая к ним присоединилась экспедиционная армия в 10 000 человек под командованием генерал-лейтенанта сэра Джона Мура. В июле армия вернулась домой, так и не высадившись.
18 августа у Копенгагена Africa подверглась атаке 12 канонерских лодок и укрылась в Мальмё. 15 октября Africa и бомбардирский корабль Thunder с двумя бригами вышли из Карлскруны, сопровождая направлявшийся в Англию конвой из 137 торговых судов. Утром 20 октября Africa встала на якорь, позволив остальным кораблям сопровождать конвой в Мальмё, при этом четыре судна были потеряны. Около полудня её обнаружили 22 датские канонерские лодки, в том числе 3 вооруженные мортирами; при отсутствии ветра противник имел возможность легко зайти с носа и кормы, где тяжелые пушки Africa не имели обстрела. Бой длился свыше трех часов; затем, с приходом ветра и приближением темноты, датчане отступили.
Africa потеряла 9 человек убитыми и 53 ранеными и вынуждена была вернуться в Карлскруну для ремонта. Потери датчан были 28 убитых и 36 раненых. Остальной британский конвой вышел 25 октября и 8 декабря прибыл в Даунс. Этот уникальный бой стал кульминацией датской «москитной войны». По выражению одного автора,

Только наступающая темнота помешала мышам удавить слона.
Оригинальный текст (нем.)Nur die hereinbrechende Dunkelheit bewahrte den Elefanten davor, von den Mäusen erwürgt zu werden.

1809 — февраль, повторно введен в строй, капитан Лофтус Бланд (англ. Loftus Bland); назначен на Балтику; октябрь, капитан Томас Дандас (англ. Thomas Dundas).
Капитан Бланд переведен с HMS Flora, разбившейся на датском берегу в январе. Africa приказано стоять на якоре в Балтике, защищая британскую торговлю.
1810 — апрель, капитан Джон Ривс (по другим данным, Джордж Фредерик Ривс англ. George Frederick Ryves), затем капитан Стэр Дуглас (англ. Stair Douglas); октябрь, капитан Томас Бейкер (англ. Thomas Baker); ноябрь, капитан Джон Бастард (англ. John Bastard), флагман контр-адмирала Герберта Сойера.
Капитан Ривс, назначен в марте, Северное море и Балтика, где Africa участвовала в блокаде Копенгагена. В октябре её шлюпка под командованием лейтенанта Финниснера (англ. Finnisnere) на рифе Фальстубо уничтожила датский приватир.
Проводя в шторм 200 «купцов» через пролив Большой Бельт, капитан Ривс сумел не потерять ни одного. Приведя конвой в Ярмут, он на переходе в Портсмут попал в жестокий шторм в Канале. Вопреки совету лоцмана он решил встать на якорь, и 4 дня Africa благополучно отстаивалась в укрытии.
В октябре капитан Ривс был переведен на HMS Mars, вместо него назначен капитан Кардью (англ. Cardew). 21 октября первый лейтенант Джон Маршалл (англ. John H. Marshall), вместе с 19 лейтенантами других кораблей, был произведен в коммандеры, в честь годовщины Трафальгара.
1811 — 28 января ушел в Северную Америку. Капитан Джон Бастард, назначенный в ноябре 1810 года, повел корабль из Фалмута в Галифакс под флагом контр-адмирала Сойера.
3 февраля прибыл в Плимут. 6 декабря в Плимуте получено сообщение, что корабль потерял мачты в шторм у американских берегов, но отремонтировался и пошел на Бермуды.

### Война 1812 года
1812 — июль, в эскадре капитана Брока; 16 июля взял 14-пушечный Nautilus; 14 августа участвовал в безуспешной погоне за USS Constitution; взял шхуну Lewis.
23 июня фрегат HMS Belvidera ушел от боя с американской эскадрой у Нью-Йорка и три дня спустя принес новость о начале войны в Галифакс. 5 июля адмирал Сойер отправил в крейсерство эскадру в составе HMS Shannon (флагман, капитан Брок англ. Philip Vere Broke), Belvidera, Africa и HMS Aeolus; через четыре дня к ним присоединился HMS Guerriere. 16 июля они, несмотря на отчаянные попытки уйти, взяли американский бриг Nautilus, хотя тот даже сбросил за борт пушки подветренного борта. На следующий день эскадра погналась за неизвестным парусом, который оказался американским фрегатом USS Constitution (44), вышедшим из Чесапика 12-го.
Утром 18 июля Guerriere сблизился с Constitution и сделал сигнал остальным британским кораблям, но не получив ответа, принял их за американские, повернул фордевинд и свалился под ветер. Через два часа ветер спал и скоро все корабли пришлось взять на буксир. Shannon, который буксировали почти все шлюпки эскадры, смог обменяться с противником несколькими выстрелами, но Constitution с помощью буксировки, верпования, и наконец под парусами, 26 июля смог уйти в Бостон. В ходе погони Africa осталась далеко позади.
14 августа Hope, тендер при Africa, у Галифакса взял 6-пушечный американский приватир, шхуну Lewis (30 человек). Призовые деньги за этот захват должны были быть выданы 12 февраля 1818 года.
23 декабря Africa прибыла из Галифакса в Корк. 29 декабря офицеры и часть матросов бывших фрегатов Guerriere и Barbadoes, ранее доставленные на борту Africa в Ирландию, прибыли в Плимут на фрегате HMS Leonidos. Предположительно, Africa вернулась к американским берегам с другим конвоем.
1813 — март, выведен в резерв и рассчитан.
1814 — май, разобран в Портсмуте.